# 대평초등학교 (충남)
대평초등학교(大坪初等學校)는 대한민국 충청남도 홍성군 광천읍 대평리에 있었던 공립 초등학교이다.

## 학교 연혁
- 1943년 4월 1일 대평사설강습소로 설립
- 1946년 9월 18일 홍동국민학교 대평분교장으로 개편
- 1949년 9월 30일 대평국민학교로 승격 개교
- 1981년 6월 1일 병설유치원 개원
- 1996년 3월 1일 대평초등학교로 개칭
- 2014년 3월 1일 폐교[1]